# Canopic
Die Canopic war ein 1900 in Dienst gestelltes Passagierschiff, das ab 1903 der britischen Reederei White Star Line angehörte, die es als Ozeandampfer auf verschiedenen Nordatlantikrouten zwischen Europa und Nordamerika einsetzte. 1925 wurde das Schiff nach 25 Dienstjahren in Wales abgewrackt. 

## Geschichte
Das 12.097 BRT große Dampfschiff wurde auf der Belfaster Schiffswerft Harland & Wolff für die Dominion Line gebaut und lief am 31. Mai 1900 vom Stapel. Das 176,27 Meter lange und 18,07 Meter breite Passagierschiff wurde auf den Namen Commonwealth getauft und hatte auf drei Decks Platz für 250 Passagiere der Ersten, 250 Passagiere der Zweiten und 800 Passagiere der Dritten Klasse. Der Dampfer hatte einen Schornstein, zwei Masten und zwei Propeller und konnte eine Höchstgeschwindigkeit von 16 Knoten erreichen. Die Leistung der Maschinen lag bei 8700 PSi. 

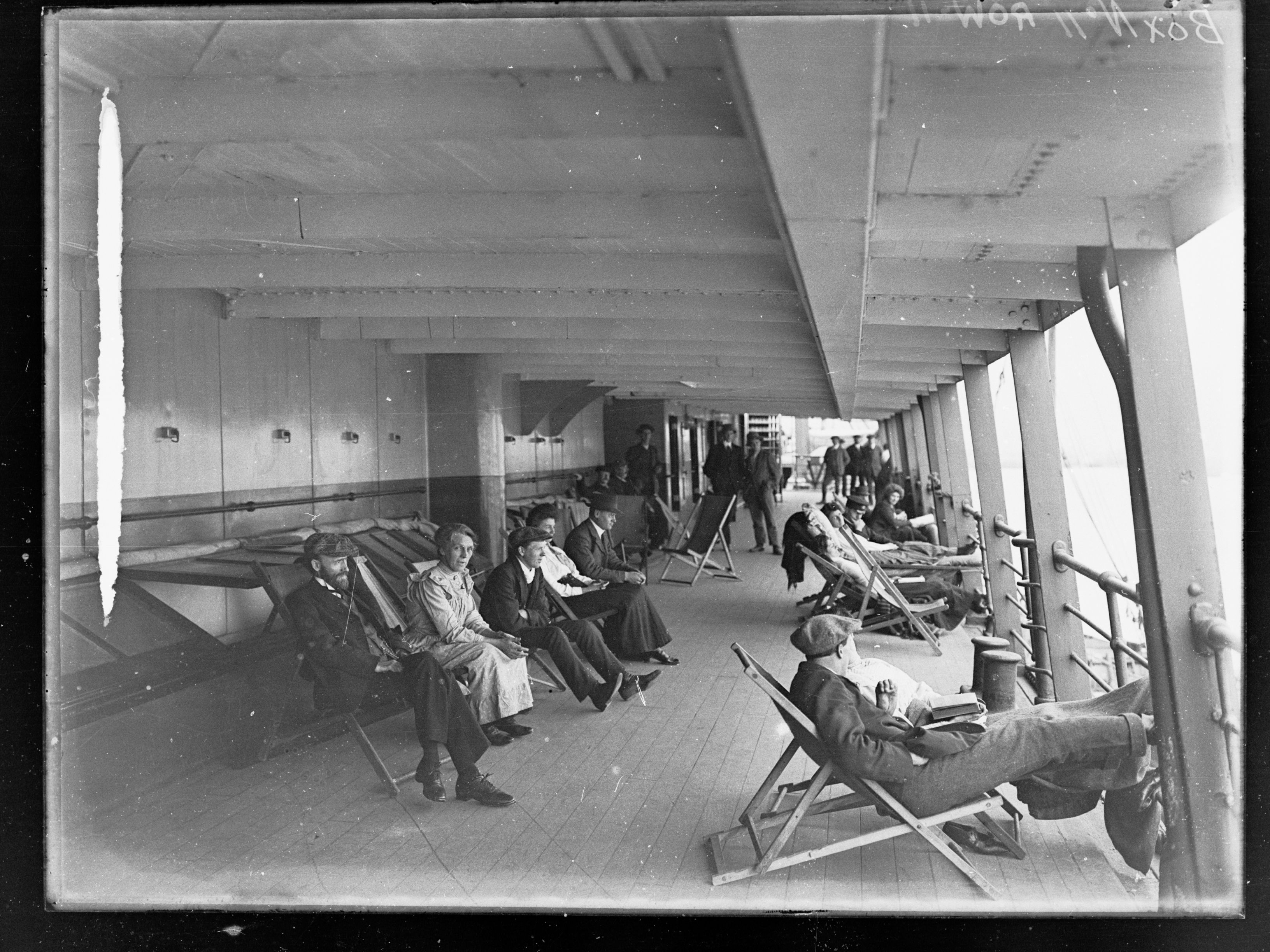
Passagiere auf dem Promenadendeck des Schiffs.

Nach der Fertigstellung im September 1900 lief das Schiff am 5. Oktober 1900 in Liverpool zu seiner Jungfernfahrt nach Boston aus. Im November 1901 legte es zur ersten von drei Überfahrten von Boston nach  Neapel und Genua ab, bevor es am 10. April 1902 wieder auf die Liverpool-Boston-Route zurückkehrte. Am 5. November 1903 lief die Commonwealth zu ihrer letzten Fahrt im Dienst der Dominion Line aus. Anschließend ging das Schiff an die White Star Line über, die den Boston-Mittelmeerservice der Dominion Line übernahm. In diesem Zug wurde das Schiff in Canopic umbenannt. 
Am 14. Januar 1904 lief die Canopic zum ersten Mal für die White Star Line von Liverpool nach Boston aus. Später dampfte sie wie in früheren Jahren von Boston nach Neapel und Genua. Am 23. August 1914 begann ihre erste Fahrt von New York nach Neapel und Genua zurück nach Boston und New York. Zur letzten Fahrt auf dieser Route legte sie am 30. März 1918 ab. Am 6. Februar 1919 lief die Canopic erstmals in Liverpool nach Boston und New York aus. Drei Wochen später, am 27. Februar 1919, war sie zurück im Pendelverkehr von New York in den Mittelmeerraum. Im Oktober 1921 machte sie ihre letzte Fahrt auf dieser Route.  
Ab dem 13. April 1922 verkehrte die Canopic auf der Route Liverpool–Halifax–Boston. Am 13. Mai 1922 lief sie zur ersten von insgesamt sechs Überfahrten von Liverpool nach Québec und Montreal aus, bis sie ab dem 10. November 1922 die Route Bremen–Southampton–Halifax–New York bediente. Am 4. Mai 1924 fuhr sie von Hamburg über Southampton nach Halifax und New York und am 29. September 1924 lief sie nach einer einmaligen Fahrt von Liverpool in Philadelphia ein.  
Am 20. März 1925 legte die Canopic in Liverpool zu ihrer letzten Fahrt nach Halifax und Portland ab. Im Oktober 1925 wurde sie in Briton Ferry (Wales) bei Thomas W. Ward Shipbreakers Ltd. abgewrackt.